# 极速前进17
《极速前进17》是流行的真人秀節目《极速前进》的第十七季。本季會繼續有數對不同關係的選手參賽，為最終大獎進行環球旅行挑戰，2010年9月26日於美國CBS播放。
本季於2010年1月25日宣告拍攝，2月4日截止報名，於3月進行面試，5月26日開始進行拍攝。
起點為麻薩諸塞州格洛斯特的东点游艇俱乐部，令這季在第十四季後，第一季不在洛杉矶作起點。
這一集歷史性的由全女性隊伍Nat&Kat奪得冠軍，為十七季來首次。

## 比賽結果
下表列出了所有參賽隊伍的比賽結果，以排名順序列出。當中列出的隊員關係為節目拍攝時期的狀態，關係描述為官方版本。
| 隊伍              | 關係             | 分段比賽成績 | 分段比賽成績 | 分段比賽成績 | 分段比賽成績 | 分段比賽成績 | 分段比賽成績 | 分段比賽成績 | 分段比賽成績 | 分段比賽成績 | 分段比賽成績 | 分段比賽成績 | 分段比賽成績 | 路障完成情況         |
| 隊伍              | 關係             | 1            | 2            | 3            | 4            | 5            | 6            | 7            | 8            | 9            | 10           | 11           | 12           | 路障完成情況         |
| ----------------- | ---------------- | ------------ | ------------ | ------------ | ------------ | ------------ | ------------ | ------------ | ------------ | ------------ | ------------ | ------------ | ------------ | -------------------- |
| Nat & Kat         | 醫生/朋友        | 2nd          | 7th          | 8th          | 1st          | 1stƒ         | 4th          | 1st          | 5th          | 3rd⋑         | 1st          | 3rd          | 1st          | Nat 6, Kat 5         |
| Brook & Claire    | 家庭購物主持     | 4th          | 1st          | 6th          | 3rd          | 5th          | 2nd          | 2nd          | 4th          | 4th⊂         | 3rd          | 2nd10        | 2nd          | Brook 7, Claire 5    |
| Jill & Thomas     | 情侶             | 1st          | 5th          | 7th          | 5thε2        | 3rd          | 1st          | 5th          | 2nd8         | 1st⊃         | 2nd          | 1st          | 3rd          | Jill 5, Thomas 7     |
| Nick & Vicki      | 情侶             | 10th         | 8th          | 5th          | 6th          | 6th          | 7th3         | 3rd          | 3rd          | 2nd          | 4th9         | 4th11        |              | Nick 6, Vicki 4      |
| Chad & Stephanie  | 剛約會情侶→订婚7 | 8th          | 4th          | 3rd          | 7th          | 7th          | 5th          | 6th4         | 1st6         | 5th⋐         |              |              |              | Chad 5, Stephanie 4  |
| Gary & Mallory    | 父女             | 6th          | 9th          | 2nd          | 2nd          | 2nd          | 6th          | 4th          | 6th          |              |              |              |              | Gary 4, Mallory 4    |
| Michael & Kevin   | 父子             | 7th          | 3rd          | 9th          | 4th          | 4th          | 3rd          | 7th5         |              |              |              |              |              | Michael 3, Kevin 4   |
| Katie & Rachel    | 沙灘排球玩家     | 5th          | 2nd          | 4th          | 8th          | 8th          |              |              |              |              |              |              |              | Katie 3, Rachel 2    |
| Connor & Jonathan | 常春藤盟校歌手   | 3rd          | 6th          | 1st          | 9th          |              |              |              |              |              |              |              |              | Connor 4, Jonathan 0 |
| Andie & Jenna     | 母女             | 9th          | 10th         |              |              |              |              |              |              |              |              |              |              | Andie 0, Jenna 2     |
| Ron & Tony        | 摰友             | 11th         |              |              |              |              |              |              |              |              |              |              |              | Ron 11, Tony 0       |

^  注解1：在第1賽段裏，電視沒有播映關於Ron & Tony是誰完成路障。其後，官方網頁公佈是Ron做了路障。

^  注解2：Jill & Thomas決定在第4賽段繞道使用在第一集贏取的迅速通關卡（見獎項第1段）。

^  注解3：Nick & Vicki雖然於本非淘汰賽段最後到達，但因攝製隊之技術錯誤引起多隊時間延誤，為公平起見，他們於下一賽段（第7賽段）無須接受減速障礙。

^  注解4：Chad & Stephanie為第6隊到達中途站，但因未付的士車資而不允許於中途站報到，而當他們前往繳付車資時，Michael & Kevin到達中途站，而他們因違規（見註解5）而需罰時；當Chad & Stephanie回到中途站後，他們被告知自己因違犯提示所述，於其中指定路線乘坐了的士，需罰30分鐘，但又因Michael & Kevin需罰1小時，Chad & Stephanie成為第6名，而罰時於下一賽段（第8賽段）開始執行。

^  注解5：Michael & Kevin於Chad & Stephanie因違規被拒於中途站（見註解4）報到時，成為第6隊到達中途站的隊伍，但因違犯提示所述，於其中兩指定路線使用了的士，需罰兩次30分鐘；於他們罰時途中，Chad & Stephanie回到中途站並獲准報到，Michael & Kevin被淘汰。

^  注解6：Chad & Stephanie因睡過頭，比原定晚2小時於賽程起點出發。

^  注解7：Chad於賽段中途向Stephanie求婚，Stephanie答应了，故关系由「剛約會情侶」变為「订婚」。

^  注解8：Jill & Thomas雖為第1队抵达中途站，但因違犯提示所述付钱給的士司机引導駕駛，而被罚30分钟，罰時途中Chad & Stephanie抵达中途站，使Jill & Thomas名次跌至第2名。

^  注解9：Nick & Vicki决定放弃繞道，并采取6个小时的惩罚。但由于這一站是一个非淘汰賽段,第11站將順延6小時後出發。

^  注解10：Brook & Claire最初第一名抵达，但在繞道任務中乘坐計程车至體育場而沒有乘坐地铁，被處以30分钟的罰時。 Jill & Thomas在罰時途中抵達中繼站，使得Brook & Claire的名次跌至第二名。

^  注解11：由於受罰時影響，當Nick & Vicki要抵达Seung-il Bridge的時候,其他隊伍已經抵达中途站,而且天色已暗對於有些任務執行困難,只拍到他們執行減速障礙後直接抵達中繼站且被淘汰。
- 紅：該隊已被淘汰。
- 綠ƒ：該隊贏得「通行證」（Fast Forward）線索。
- 紫ε：该队使用「迅速通關卡」（Express pass）。
- 下線藍：該隊最後抵達非淘汰提示站，他们需在下赛段接受「減速障礙」（Speed Bump）任務；而斜體下線藍則表示隊伍下段無須接受「減速障礙」。
- 棕⊃或青⋑：該隊為兩隊中，使用「雙重迴轉」（Double U-turn）之其中一隊隊伍；⊂或⋐是被指定迴轉的队伍。

## 每集標題語錄
每集標題通常引用自參加者說過的話。
1. "They Don't Call It The Amazing Race For Nothin!" – Brook
2. "A Kiss Saves the Day" – Brook
3. "In Phil We Trust" – Connor
4. "We Should Have Brought Gloves and Butt Pads" – Kevin
5. "Tastes Like a Million Dollars" – Kat
6. "Run, Babushka, Run" – Vicki
7. "I Want to Be in the Circus, That's Where I Belong" – Brook
8. "Ali Baba in a Suit" – Nick
9. "There's a Lot of Nuts and Bullets" – Jill
10. "I Hate Chinese Food" –Vicki
11. "I'm Surrounded by Ninjas" – Brook
12. "Hi. I'm sorry. I'm in a Race" – Nat

## 獎項
個人獎項颁發给每赛段的冠軍隊伍。所有旅程都是由Travelocity提供。
- 第1段 - 迅速通關卡 - 隊伍可在任何時候使用（直到第8賽段），要是有任何一個不想完成的挑戰項目，只要交出迅速通關卡，就能跳過該挑戰項目，直接拿到下一个指示
- 第2段 - 到美國夏威夷的雙人旅游
- 第3段 - 每人各得5,000美元
- 第4段 - 到貝里斯的雙人旅游
- 第5段 - 到哥斯達黎加的雙人旅游
- 第6段 - 到巴西聖保羅的雙人旅游
- 第7段 - 每人各得5,000美元
- 第8段 - 到伯利茲的雙人旅游
- 第9段 - 獲得15,000美金的Discover禮品卡 (每人7,500美金)
- 第10段 - 到巴西里約熱內盧的雙人旅游
- 第11段 - 到阿根廷伊瓜蘇大瀑布的雙人旅游
- 第12段 - 一百萬美金

## 旅程
美国 →  英国 →    →  瑞典 →  挪威 →  俄羅斯 →  阿曼 →   →  香港 →   →  美国

## 賽程摘要

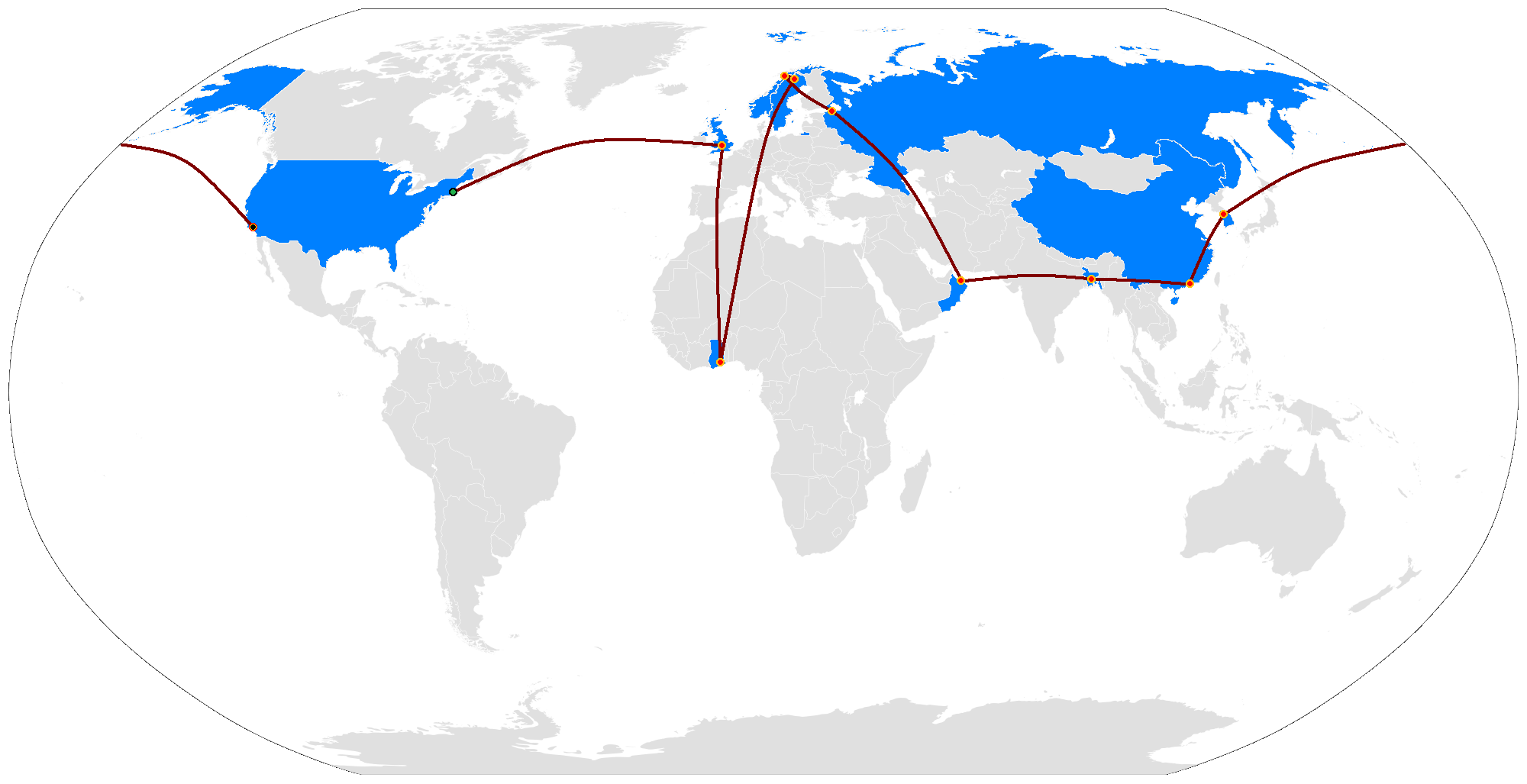
第十七季路線圖。

### 第一段（美國 → 英國）
- 美國，麻薩諸塞州格洛斯特（東點遊艇俱樂部）（起點線）
- 波士頓（愛德華·勞倫斯·洛根將軍國際機場） 到  英國， 英格蘭倫敦（倫敦希斯路機場）
- 威爾特郡埃姆斯伯里（巨石陣） [AT1]
- 赫里福德郡利伯里（伊斯特諾城堡） [AT2]

路障：其中一位隊員要騎上馬背，來到表演場地，使用一個大彈弓去發射西瓜，將50呎外的一副盔甲打散。當成功後，隊伍要向附近的小丑領取下一個線索，再於伊斯特諾城堡的地面搜索中繼站。
附加任務
- [AT1]：在巨石陣，隊伍必須解開謎題「Nor'easter的相反」（"the opposite of Nor'easter"），以發現目的地是伊斯特諾城堡（Eastnor Castle）。
- [AT2]：來到伊斯特諾城堡後，隊伍要爬梯登上城牆，同時城牆上的農民也會一邊嘲笑一邊倒下污水來妨礙他們前進。當他們攀上城牆後，隊伍要取走一桿中世紀旗幟，並使用一艘小圓舟（Coracle）來渡過護城河，將旗幟交給騎士，換取下一個線索。

### 第二段（英國 → 加納）
- 倫敦（倫敦希斯路機場） 到  加納，阿克拉（科托卡國際機場）
- 阿克拉（夸梅·恩克魯瑪紀念公園）
- 阿克拉（馬科拉市集）
- 阿克拉（Teshie - 和平汽車配件）
- 阿克拉（卡尼西市集）

路障：其中一位隊員透過推銷太陽眼鏡（每副不得定價少於3塞地）以賺取15塞地（折合約$10美元），然后将赚来钱交给摊主从而获取下一条线索。
繞道：隊伍要從「接收」或「運出」兩個任務之間選擇。在「接收」（Tune In）中，隊伍要前去附近一所電器店，在那裡取走電視天線配件，前去指定的屋子裡為客人接上天線。若隊伍能讓他的電視接收到信號，屋主就會將下一個線索交給他們。而在「運出」（Check Out）的任務中，隊伍要從一副外形奇特的棺材送到市內一間陳列店，換取下一個線索。

### 第三段（加納）
- 詹姆士敦（埃克特庫拳擊訓練場）
- 杜達瓦區（補給站）[AT1]
- 杜達瓦區（埃森比地區學校）[AT2]
- 杜達瓦區（Awusa Ntso之家）

路障：一位隊員要嘗試拳擊訓練，先學習正確地纏繞手帶，然後要練習打拳和跳繩各一分鐘時間。當訓練完成了，教練會將下一個線索交給隊伍。
繞道：各隊要在「滾鋼圈」或「文字藝術」中選擇。在「滾鋼圈」（Bicycle Parts）裡，隊伍必須將用木枝令一個自行車鋼圈能在足球場上來回各滾動一次，以取得下一個線索（不可以讓鋼圈倒下或用手碰到鋼圈）。在「文字藝術」（Language Arts）中，各隊要選擇一段諺言，上面有八句加粗的短語，對應著八個特別符號，隊伍要按順序在裝飾布上的大堆符號中找回那組對應符號，將它們圈起來，正確的話就可以取得下一個線索。
附加任務
- [AT1]：在補給站，隊伍要用一對手推車運送建築材料到埃森比地區學校，換取下一個線索。
- [AT2]：在埃森比地區學校，隊伍要學習非洲地理，須正確指出加納在非洲的位置，才可以取得下一個線索。

### 第四段（加納 → 瑞典）
- 阿克拉（科托卡國際機場） 到  瑞典，拉普蘭基律納（基律納機場）
- Jukkasjärvi（冰雕酒店）
- Poikkijärvi（叢林老屋）
- Riksgränsen（瓦薩喬里火車站）
- Riksgränsen（瑞典-挪威邊境）

減速障礙：上一賽段最後抵達而未被淘汰的隊伍，在本集需要完成一次減速障礙任務，要坐在冰椅上等待十分鐘。
路障：其中一位隊員要坐著狗拉雪橇前進，沿路摘取五面不同的旗幟，以此與林中獵人換取毛皮，然後將毛皮帶回營地換取下一個線索。如果隊員錯過了一面旗子的話，他們就必須接受懲罰，再繞營地一圈。
繞道：隊伍要從「雪橇」或「安置」之間選擇。在「雪橇」（Sleds）中，隊伍要使用技巧雪橇（TechSleds）從山上沿賽道衝下來，並要用少於1分58秒的時間完成。若隊伍未能於指定時間內完成，就必須再做一次。而在「安置」（Beds）裡面，隊伍必須到薩米人的營地，搭建他們的傳統帳篷（goahti），並且為帳篷加上皮毛與火堆作裝飾。完成後如果薩米人長老滿意的話，他們便可領取下一個線索。

### 第五段（瑞典 → 挪威）
- 挪威，諾爾蘭郡納爾維克（Fagernesfjellet山脈）[AT1]
- 納爾維克（Skjomen大橋）
- 納爾維克（Harvika）
- 納爾維克（Ankenes碼頭）

通行證：隊伍要前去Stornaustet餐廳，參加挪威聖誕傳統儀式，享用一道由羊頭烤成的菜式Smalahove，換取前去中繼站的線索。
路障：其中一位隊員要從Skjomen大橋垂降到近水面的繩索末段，然後示意等候他們的船前來，獲得下一個線索，然後隊員需要用機械滑輪裝置將自己拉回去大橋上。
繞道：隊伍要在「單車」或「渡船」之間選擇。在「單車」（Bike）中，隊伍要騎著單車攀山，來到指示牌前記下相應的顏色與數字，然後回到起點，按著數字找回特定顏色的單車鎖，開啟它並獲取裡面的線索。而在「渡船」（Boat）一環裡面，隊伍要按著地圖乘船前去指定地點，將兩條鱈魚和一部鏈鋸送到山上一所屋子，換取下一個線索。
附加任務
- [AT1]：在Fagernesfjellet山脈中，隊伍要乘坐纜車上到山頂，取得下一個線索。

### 第六段（挪威 → 俄羅斯）
- 納爾維克（納爾維克車站） 到  瑞典，烏普薩拉（烏普薩拉中央車站）
- 斯德哥爾摩（斯德哥爾摩-阿蘭達機場） 到  俄羅斯，聖彼得堡（普爾科沃機場）
- 聖彼得堡（瓦西里島 - 喙形紀念柱）[AT1]
- 聖彼得堡（冬宮廣場）
- 聖彼得堡（Alexandrovskaya的商店）
- 聖彼得堡（聖以撒大教堂）

繞道：隊伍要從「經典音樂」或「經典影院」之間選擇。在「經典音樂」（Classical Music）中，隊伍要前去一座歷史悠久的宮殿，細心聆聽三部留聲機的不同音樂（穆索斯基的《展覽會之畫》、林姆斯基-高沙可夫的《天方夜譚》和柴可夫斯基的《Troika》）。然後，隊伍要在演奏室的眾多琴聲中，找回彈奏著與留聲機音樂相同的三位鋼琴家，拿走樂譜，放在對應了留聲機號碼的文件夾裡，交給音樂大師，換取下一道線索。而在「經典影院」（Classic Cinema）中，隊伍要觀察大量電影膠片，找出與屏幕上的電影畫面（艾森施泰因的《十月》）相合的膠片，將膠片交給導演，換取下一個線索。
路障：一名隊員要穿成俄羅斯務農女性（babushka）一樣，推著裝滿牛糞的手推車和帶著有50顆馬鈴薯的袋子，運到指定的田地。一位婦人會展示如何種下馬鈴薯和堆上牛糞肥料，隊員要仿傚她種下那50顆馬鈴薯，完成後就可以獲得下一個線索。
附加任務
- [AT1]：完成了繞道後，隊伍會獲得一張唱片（完成「經典音樂」）或一個膠片盒（完成「經典影院」），裡面會顯示一張圖片，指示他們前去下一個目的地--冬宮廣場。

### 第七段（俄羅斯）
- 聖彼得堡（Avtovo馬戲團）[AT1]
- 聖彼得堡（Bank橋）
- 聖彼得堡（1 Vladimirsky Prospekt塔）[AT2]
- 聖彼得堡（基督喋血大教堂）[AT3]
- 聖彼得堡（彼得保羅要塞 - Gorodki練習場）
- 聖彼得堡（彼得保羅要塞 - 納雷什金堡壘）

繞道：隊伍要在「馬戲團樂隊」或「馬戲團小丑」之間選擇。在「馬戲團樂隊」（Circus Band）裡，隊伍要學習如何以手風琴彈奏一首俄羅斯民謠（Ivan Larionov的《Kalinka》），若演奏無誤，樂隊領袖會將下一個線索交給他們。而在「馬戲團小丑」（Circus Clown）裡，隊伍要學習轉碟子表演，若能使十隻碟子同時旋轉十秒，隊伍便獲得下一個線索。
路障：隊員要進行類似保齡球的俄羅斯傳統體育項目--gorodki。任務共有三關，隊伍要在兩次機會裡擲出木棒，將面前的障礙物擊出指定範圍外以晉級，否則就要重新開始。完成三關後，隊伍便可知道中繼站位於要塞哪處地方。
附加任務
- [AT1]：完成繞道後隊伍會獲得線索，要解開一個俄羅斯謎題，線索是找到由四隻金翼怪獸守護的橋樑，那裡亦是隊伍下個目的地。
- [AT2]：來到橋樑後，線索指導隊伍應步行（不可讓的士引領他們）前往一處古塔。每次只准兩人登上塔頂，他們會發現一個基督喋血大教堂的小模型。隊員在塔頂上找到教堂的位置後，便需要步行前往該地以獲取下一道線索。
- [AT3]：抵達基督喋血大教堂後，隊伍獲指示應找到彼得大帝的葬身之處，謎底是彼得保羅要塞。

### 第八段（俄羅斯 → 阿曼）
- 聖彼得堡（普爾科沃機場） 到  阿曼，馬斯喀特（馬斯喀特國際機場）
- 馬斯喀特（Riyam公園 - 伯爵阿布可拉） [AT1]
- 阿瑪拉（太陽山）
- 尼茲瓦（巨書塑像）
- 马特拉赫（马特拉赫市集）[AT2]
- 馬斯喀特（阿拉娒宮殿）

路障：其中一位隊員要垂降500呎，去到太陽山底部的平地，在數百個阿拉丁神燈中尋找藏有魔戒的一個。當他們找到魔戒後，要將它帶回去換取下一個線索。
繞道：隊伍要從「水宴」或「婚宴」之間選擇。在「水宴」（Water Table）中，隊伍要從井中泵水到運水貨車裡，然後駕駛它回到市內，送到Aswat Al Eid的一處指定屋子。完成了送水工作後，客人會交出下一個線索。而於「婚宴」（Wedding Table）裡，隊伍要去到一座市集購買25隻雞和不同材料，製成傳統的阿曼菜式Maqbous。當菜式完結後，隊伍要將Maqbous送給新婚夫婦，並獲取下一個線索。
附加任務
- [AT1]：在伯爵阿布可拉，隊伍獲分發刻有時間的銀牌，那時間將會是隊伍獲准登上要塞瞭望塔的時間（分別有07:30、07:45和08:00），在那裡他們會找到下一個線索。
- [AT2]：在马特拉赫市集，隊伍要找到指定的店主，然後穿越整個市集，找到一所叫「阿里巴巴」的商店，將香爐交給老闆，換取下一個線索。

### 第九段（阿曼 → 孟加拉國）
- 馬斯喀特（馬斯喀特國際機場） 到  孟加拉國，達卡（齊亞國際機場）
- 達卡（申達本廣場市場） [AT1]
- 達卡（達卡河港）
- 達卡（Nazira市集）
- 達卡（拉爾巴格堡）

繞道：隊伍要在「平衡便當」或「平衡磚塊」中選擇。在「平衡便當」（Balanced Meal）中，隊伍要帶著30份便當，用船來到港口裡一艘大船旁邊，綁起便當盒升上船上給工人享用。然後他們將10個空的便當盒帶回去換取下一個線索。而在「平衡磚塊」（Balanced Brick）裡，隊伍要用頭頂著放有磚塊的籃子，將100塊沒有損壞的磚塊運到指定的工地，嬴得下一個線索。
路障：其中一位隊員必須用盡已提供的所有材料，將一架人力車組裝起來，以換取下一個線索。
附加任務
- [AT1]：在申達本廣場市場裡，隊伍必須找到甘蔗攤位並使用榨汁機榨出一杯甘蔗汁，然後一位隊員必須喝下這杯蔗汁，才可獲得下一個線索。

### 第十段（孟加拉国 → 香港）
- 達卡（齊亞國際機場） 到 中国 香港（香港國際機場）
- 離島區赤鱲角（機場（地面運輸中心）巴士總站） 到 中西區（怡和大廈）
- 中西區（中環碼頭） 到 離島區長洲（長洲渡輪碼頭）
- 長洲（張保仔洞）
- 長洲（長洲渡輪碼頭） 到 油尖旺區（尖沙咀天星碼頭）
- 油尖旺區（金御海鮮酒家）
- 油尖旺區（香港星光大道 - 李小龍像）
- 中西區（皇后像廣場）

路障：其中一位隊員要使用筷子來尋找放在不同碟子上的自助餐食物，找出隱藏在真正食物中的假食物。若找到真的食物，隊員必須要將它吃下並繼續尋找。當找到假食物後，隊伍便獲得下一個線索。
繞道：隊伍要在「叮叮」或「舢舨」兩項任務中選擇。在「叮叮」（Ding Ding），隊伍乘搭香港電車介乎軍器廠街及銅鑼灣總站一段，在多不勝數的霓虹燈和廣告招牌中尋找三個指示牌（「中繼站」(Pit Stop)、「皇后像」(Statue)、「廣場」(Square)），那些指示將會向他們顯示中繼站的位置。而在「舢舨」（Sampan）裡，隊伍要去珍寶海鮮舫碼頭領取一對虎皮鸚鵡，然後乘搭一艘舢舨在香港仔避風塘裡尋找與鳥籠上數字吻合的船隻，用鸚鵡向船主換取中繼站提示。

### 第十一段（香港 → 韓國）
- 中西區（香港港麗酒店）
- 香港（香港國際機場） 到  韓國，仁川（仁川國際機場）
- 江原道鐵原郡（Seung-il橋）[AT1]
- 京畿道東豆川市（凱西營軍事基地）
- 東豆川市（保山車站） 到 首爾（世界盃競技場車站）
- 首爾（首爾世界盃競技場）
- 首爾（汝矣島漢江公園 - 飛機雕塑）
- 首爾（圜丘壇）

路障：其中一位隊員要揀選一條頭帶，然後在200名士兵練習跆拳道時找出與頭帶上相同圖案的士兵。找到的話，那位士兵就會將藏有線索的木板打碎；若隊員找錯了的話，士兵會沒收隊員的頭帶，而隊員必須領取另一條頭帶，繼續進行任務。
繞道：隊伍要在「極速前進」或「滿瓶速遞」之間選擇。兩個任務均必須步行或以地鐵代步前往指定地點。在「極速前進」（Full Throttle）中，隊伍必須去到指定的溜冰場，穿上溜冰裝和完成24圈滑冰，以取得下一個線索。而在「滿瓶速遞」（Full Bottle）裡，隊伍要前去南大门市場，穿上速遞裝並將六大瓶人蔘運到指定商店，最後要喝下一瓶人蔘補品才可以取得下一個線索。
減速障礙（菲爾沒有出現解說）：上一賽段最後抵達而未被淘汰的隊伍，在本集需完成一次減速障礙，要在凱西營軍事基地清潔一輛M109自走炮。
附加任務
- [AT1]：抵達了Seung-il橋後，隊伍需要乘舟順漢灘江漂流而下，抵達岸邊，登上一輛悍馬車前往凱西營軍事基地。

### 第十二段（韓國 → 美國）
- 仁川（仁川國際機場） 到  美國，加利福尼亞州洛杉磯（洛杉磯國際機場）
- 長灘（長灘港J碼頭） [AT1]
- 帕薩迪納（玫瑰碗球場）[AT2]
- 洛杉磯（吉訶德工作室）[AT3]
- 比佛利山（Greystone大宅）

路障：其中一位隊員必須裝飾玫瑰巡遊花車的三部份，分別要將菊花貼在花車邊、將玫瑰放置於裝滿水的小瓶內，然後將它們插進花車上的泡沫塑料洞裡，以及用天然物料塗抹裝飾一枚巨型紙製玫瑰。當完成了三項裝飾，並獲得指導員的認可後，2009年玫瑰小姐便會將下一個線索交給他們。
附加任務
- [AT1]：在長灘港J碼頭，隊伍要乘搭升降機上到碼頭其中一部吊臂的頂端，取得線索。他們會進行一次笨豬跳，降落地面時才可以拆開線索，然後就乘坐直升機前往目的地，玫瑰碗。
- [AT2]：完成了路障後，隊伍必須解開三個謎題，分別是「我是桑丘·潘薩的主人」（"I am Sancho Panza's master"，暗喻唐吉訶德）、「人們在我這裡聽著幽谷的交響樂」（"I am the place to hear The Symphony in the Glen"，即指格利菲斯公園）和「夢露的何年之癢」（"Monroe's Year of the Itch"，代表瑪麗蓮·夢露主演的《七年之癢》），以發現他們的目的地是格利菲斯公園的吉訶德工作室，七號表演室。
- [AT3]：在吉訶德工作室裡，隊伍要在不斷轉變的屏幕上，從48位戴著不同帽子的人中找到過去11個賽段的當地歡迎者。隊伍要使用一個控制台選擇歡迎者並放在正確的位置。只要位置和人物全部正確的話，著名遊戲節目主持人Bob Eubanks會給予他們下一個線索，指引他們前往中繼站。

## 資料來源及註釋
1. ↑  CBS.com.  (PDF).   [2010-02-01]. （原始内容 (PDF)存档于2010-02-14）.
2. ↑  . GoodMorningGloucester.   [2010-05-26]. （原始内容存档于2017-02-02）.
3. ↑  Season 17: Episode 01: Claire Gets Smashed but Ron & Tony Sink 的存檔，存档日期2010-09-30.
4. ↑  .   [2010-11-24]. （原始内容存档于2020-08-13）.

## 外部連結
- 官方網站 （页面存档备份，存于）